# Cantone di Chillanes
Il cantone di Chillanes è un cantone dell'Ecuador che si trova nella provincia di Bolívar.
Il capoluogo del cantone è Chillanes.